# Ursula Gerresheim
Ursula Gerresheim (* 15. August 1975 als Ursula Gertheinrich) ist eine ehemalige deutsche Fußballspielerin.

## Karriere
Die Abwehrspielerin begann ihre Karriere beim TSV Victoria Clarholz und wechselte im Jahre 1992 zum Verbandsligisten DJK Wiedenbrück. Im Jahre 1993 folgte der Wechsel zum Bundesligisten FC Eintracht Rheine, bevor sie drei Jahre später zum Ligarivalen Grün-Weiß Brauweiler wechselte. Während ihrer einjährigen Vereinszugehörigkeit gewann sie drei Titel, das Double und den DFB-Supercup. In der seinerzeit zweigleisigen Bundesliga schloss sie mit ihrer Mannschaft die Gruppe Nord als Meister ab. Die sich anschließende Endrunde um die Deutsche Meisterschaft wurde ebenfalls erfolgreich abgeschlossen, da sie mit ihrer Mannschaft am 8. Juni im Duisburger Stadtteil Homberg den FC Rumeln-Kaldenhausen – wenn auch erst im Elfmeterschießen – mit 5:3 bezwingen konnte.
Sechs Tage später gewann sie mit ihrer Mannschaft im Olympiastadion Berlin auch das Finale um den DFB-Pokal; der FC Eintracht Rheine konnte – als Vorspiel zum Männerfinale – mit 3:1 bezwungen werden. Des Weiteren war sie mit ihrer Mannschaft auch am 31. August 1997 beim FC Eintracht Rheine mit 1:0 im Finale um den DFB-Supercup siegreich. Aufgrund diverser Knieoperationen musste sie im Jahre 1999 ihre Karriere beenden und wurde Co-Trainerin bei Grün-Weiß Brauweiler.

## Erfolge
- Deutscher Meister 1997
- DFB-Pokal-Sieger 1997
- DFB-Supercup-Sieger 1997